# Ип Кхаукхо
Ип Кхаукхо (кит. 叶九皋) — южно-китайский футболист, игравший на позиции нападающего. Выступал за клуб «Саут Чайна» и национальную сборную Китайской Республики. Двукратный победитель футбольного турнира Дальневосточных игр.

## Карьера
Ип Кхаукхо с 1919 года играл за футбольный клуб «Саут Чайна» из Гонконга. В 1921 году его команда получила право представлять сборную Китайской Республики на Дальневосточных играх. На турнире Ип дебютировал 1 июня в матче против сборной Японии, выйдя в стартовом составе. На 15-й минуте нападающий открыл счёт своим голам за сборную — в итоге встреча завершилась победой его команды со счётом 4:1. Во втором матче на турнире китайцы благодаря голу Кхаукхо победили Филиппины и стали победителями соревнований.
Через два года Ип вновь был участником Дальневосточных игр, которые состоялись в японском городе Осака. В первом матче китайская сборная обыграла филиппинцев, а затем разгромила команду Японии со счётом 1:5 и стала победителем игр. В матче с японцами Кхаукхо забил три гола. В августе 1923 года он отправился со сборной в турне по Австралии, которое продлилось три месяца.
После завершения игровой карьеры занимался судейством.

## Статистика за сборную
| Китайская Республика | Китайская Республика | Китайская Республика |
| Год                  | Матчи                | Голы                 |
| -------------------- | -------------------- | -------------------- |
| 1921                 | 2                    | 2                    |
| 1923                 | 2                    | 3                    |
| Итого                | 4                    | 5                    |

## Достижения
- Чемпион Гонконга (1): 1923/24
- Победитель Дальневосточных игр (2): 1921, 1923